# 토니 무어
토니 무어(1978년 12월 20일 ~ )는 미국의 만화가이다.

## 작품
- 워킹 데드
- 배틀 포프
- 마스터즈 오브 유니버스
- 브릿
- 익스터미네이터즈